# Evangelisch-reformierte Kirche Haldenbüel

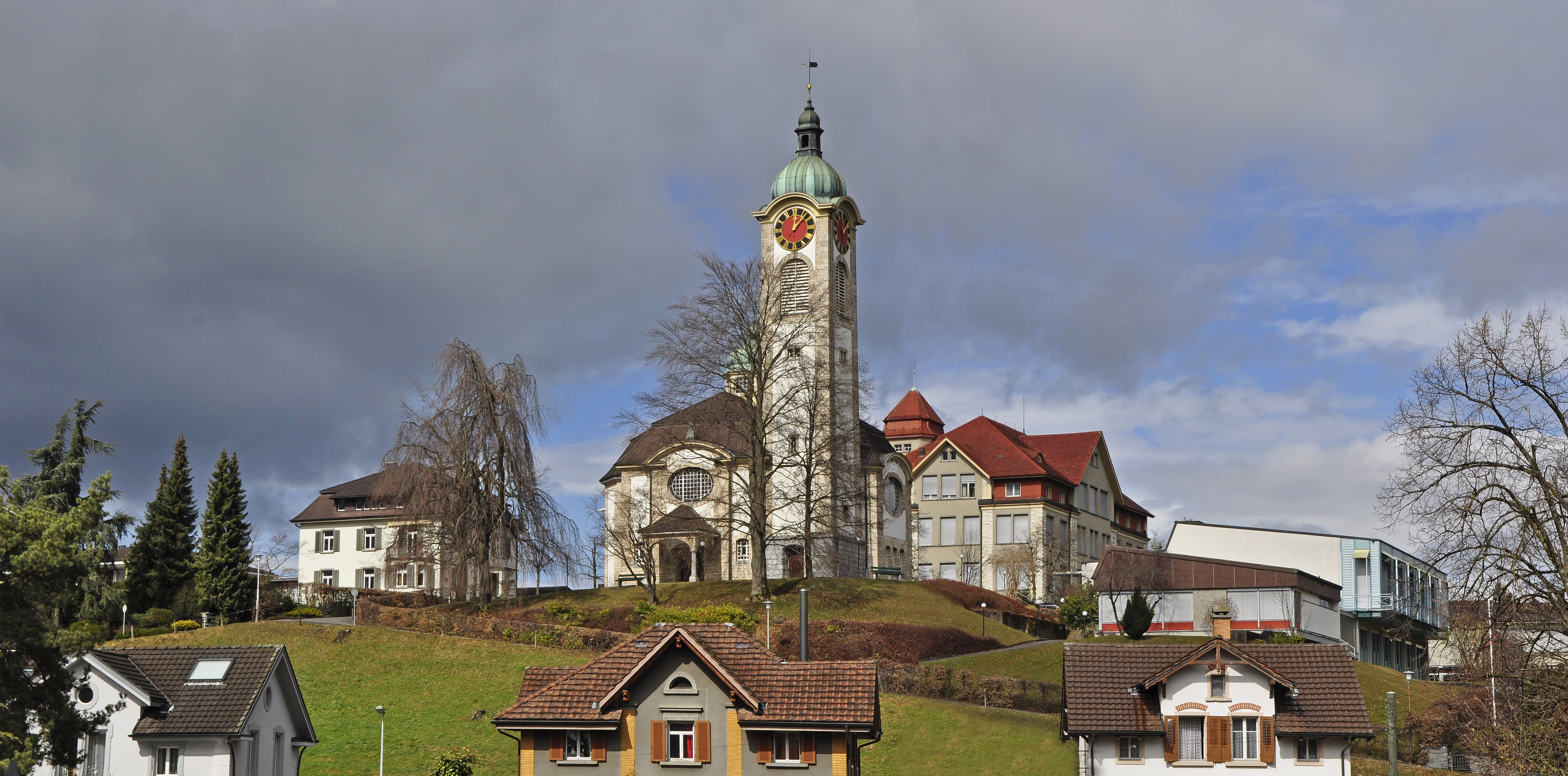
Reformierte Kirche Haldenbühl, 2010, vor der Überbauung der Haldenstrasse

Die Evangelisch-reformierte Kirche Haldenbüel in Gossau SG wurde Ende 1900 fertiggestellt. Damit konnte die rasch wachsende Zahl der Protestanten erstmals eigene Gottesdienste im Ort feiern.

## Geschichte
Im ersten Viertel des 19. Jahrhunderts war Gossau noch ausschliesslich römisch-katholisch. Ab 1840 wanderten in beträchtlicher Zahl protestantische Berner Bauernfamilien zu, welche die unrentabel gewordenen auf Getreideanbau ausgerichteten Höfe billig kaufen konnten und sie auf Vieh- und Milchwirtschaft umstellten. Zudem lockte die fortschreitende Industrialisierung in den 1860er-Jahren weitere nichtkatholische Fachleute und Arbeiter nach Gossau. 1888 lebten bereits 896 Protestanten in Gossau, die nach Flawil (Oberglatt) kirchgenössig waren. 
1896 erfolgte die Gründung eines Kirchgemeindevereins; am 28. Juni 1897 beschloss die Evangelische Synode – auf Antrag des Kirchenrates – die Erhebung des Kirchgemeindevereins zur Evangelischen Kirchgemeinde Gossau und die Abtrennung ihrer Kirchgenossen von Flawil. Jetzt dachte man auch an den Bau einer eigenen Kirche, und nach einiger Verzögerung entschied man sich 1899 für den Haldenbüel und das Projekt der Architekten Pfleghard und Haefeli aus Zürich. Der Bau wurde am 16. Dezember 1900 unter Pfarrer August Lutz seiner Bestimmung übergeben. 1985 bis 1986 wurde die ganze Kirchenanlage unter Aufsicht der kantonalen Denkmalpflege restauriert und am 17. Mai 1986 wieder eingeweiht.

## Architektonische Merkmale
Die Kirche ist ein neubarocker, mit Jugendstil-Dekor ausgestatteter Zentralbau über kreuzförmigem Grundriss. Die Kreuzarme werden von Mansarddächern gedeckt. über dem Schnittpunkt der Firste befindet sich eine oktogonale Laterne mit geschnürter Laternenhaube. 
In der Südostecke steht der Turm mit seiner Laternenzwiebelhaube über den runden Uhrengiebeln. Der Sockel der ganzen Anlage wurde in Granit ausgeführt. Die Fenster- und Türeinfassungen, Lisenen und Abschlüsse wurden aus Tuffstein gefertigt, was die weissen Wandfüllungen kräftig umrahmt. 